# ياسمين المهيري
ياسمين المهيري شابة مصرية، اهتمامها بـ الأمومة وكل ما يتعلق بها من قريب أو من بعيد كان سر تميزها ونقطة انطلاقها في مجال الأعمال، حيث قامت بتأسيس موقع سوبر ماما.

## عن حياتها

### نشأتها ودراستها
ولدت ياسمين وترعرت في القاهرة، تخرجت من كلية حاسبات ومعلومات _ جامعة عين شمس، ودرست الماجيستير في «الميديا التفاعلية» من جامعة وستمنستر بلندن، كما درست إدارة أعمال في مدرسة لندن للأعمال.

### عن عملها
عملت ياسمين في تكنولوجيا المعلومات لوقت طويل، وامتدت خبرتها المهنية لما يقرب من 8 أعوام في مجال إدارة مشاريع الويب والميديا وتدرجت وظيفيًا حتي تقلدت منصب مديرة مشروعات، وشاركت هي وفريق العمل الخاص بها في إطلاق أول موقع خاص بجريدة المصري اليوم.
أيضًا عملت كـ مدونة موضة، وقامت بتنفيذ العديد من الأشغال اليدوية، وكمصورة ترحال هاوية، وأحياناً طباخة.
في عام 2011 تركت ياسمين عملها في شركة للمعلوماتية في القاهرة لتقوم بإطلاق موقع سوبر ماما والذي اشتهرت هي وصديقاتها زينب سمير، شيرين السماع لكونهن مؤسساته ، وتشغل حاليًا ياسمين منصب المدير التنفيذي للموقع.

#### موقع سوبر ماما
سوبر ماما  هو أول موقع عربي تفاعلي على الإنترنت في الوطن العربي  تم تدشينه في بابة/أكتوبر 2011 متخصص في التوعية ومناقشة قضايا الأمهات ومدهن بكل المعلومات المتعلقة بالتربية والأسرة بشكل جذاب ومفيد، تحت إشراف مجموعة من أخصائيي التربية والسلوك وعلم نفس الأطفال وغيرها من الاختصاصات ذات الصلة.

والآن يتوافر بالموقع عدد من الأقسام ذات الصلة بالأمهات وهي علي النحو الآتي:
1. الطهي
2. المدارس والحضانات
3. أسماء المواليد
4. مراحل الحمل
5. حاسبة الحمل
6. حساب موعد الولادة
7. مراحل نمو الطفل
8. متي يبدأ طفلي
9. هدية عيد الأم [11]

لا يقف طموح ياسمين في هذا الموقع على هذا النحو فحسب بل لديها الرغبة في التوسع في الوسائل المتاحة الآن على الموقع لمساعدة الأمهات في إدارة أوقاتهن ونفقاتهن، بالإضافة إلى دليل للخدمات المحلية مثل جليسات الأطفال، وأطباء الأطفال، والمحال التجارية الخاصة بملابسهن.

### تكريمها والجوائز التي حصدتها
1. تم دعم موقع سوبر ماما من قبل مجموعة إم بي سي (توضيح) من خلال "MBC Ventures"

### المسابقات العالمية
1. كالمركز الأول في مسابقة NexGen  [لغات أخرى]‏.[14]
2. حصلت علي المركز الأول في Arabnet Startup Demo في القاهرة للمشاريع الناجحة على مستوى الشرق الأوسط.[15]

1. حصلت علي المركز الأول في مسابقة eNovation في بولندا وحصل الموقع علي دعم يصل لـ 10 آلاف يورو.[15]

1. نشرت جامعة وارتون لإدارة الأعمال كتابًا يحتوي أهم إنجازات 35 سيدة من السيدات الرائدات في مجال الأعمال واللاتي أحدثن تغييراً ملموسًا في هذا المجال لعام 2014 على الرغم من اختلاف بيئاتهنّ ومجتمعاتهنّ، واختارت صحيفة buzz feed news أبرز 16 سيدة منهنّ واتت في مقدمتهن ياسمين.[18]
2. فاز موقع سوبرماما من بين 3,800 متقدم في مسابقة منتدى مشروعات الأعمال العربية.[12]
3. وصل فريق عمل سوبر ماما إلى نصف نهائيات مسابقة MIT Arab Business Plan Competition 2010 [1][13]

### الصعوبات التي تواجهها
الحفاظ على طبيعة الموقع غير السياسية وغير الدينية حتى يتمكن أي شخص من استخدامه في أي مكان في العالم العربي، أيضًا مشكلة التمويل، وإن كان يخفف من حدة تلك المشكلة وجود بعض الإعفاءات الضريبية لمثل هذه المشروعات.
اعتماد الموقع بشكل أساسي علي أمهات كاتبات، يجعل السيطرة والإدارة أمر صعب جدًا، نظرًا لارتباط كل أم بواجبات.

### نماذج لكتاباتها وتسجيلاتها
1. الجزيرة المباشر: فيديو.. ما تفعله ولا تفعله المرأة كل صباح؟ .
2. أشياء لا غنى عنها في حقيبة الخروج | لايف ستايل
3. كيف تجهزي حقيبة السفر في أسرع وقت؟| لايف ستايل
4. لايف ستايل| 12 فكرة لتقليل الوزن بدون ريجيم